# Calamoideae
Calamoideae es una subfamilia de plantas con flores perteneciente a la familia de las palmeras (Arecaceae). 
Calamoideae tiene hojas pinadas a palmadas y frutos distintivos que están cubiertos con escamas reflejas imbricadas (un carácter sinapomórfico). Géneros notables son Raphia, Mauritia, Lepidocaryum, Metroxylon, y Calamus.
Tiene las siguientes tribus:

## Tribus
- Calameae - Lepidocaryeae